# Damer de bosc
El damer de bosc o damer boscà (Melitaea athalia) és una espècie de lepidòpter papilionoïdeu de la família dels nimfàlids (Nymphalidae) present als Països Catalans.

## Distribució
Es distribueix per la meitat septentrional de la península Ibèrica i Sierra Nevada, sud de França, sud de Suïssa, Itàlia i Sicília, entre el nivell del mar i els 2600 msnm.

## Hàbitat
Divers: zones herboses amb flors, seques o humides, freqüentment entre arbustos i clars de bosc. L'eruga s'alimenta de nombroses espècies de plantes tals com Linaria vulgaris, Melampyrum, Plantago, Veronica i Digitalis.

## Període de vol i hibernació
En altituds elevades una generació entre juny i juliol; per sota del nivell subalpí, dues generacions, la primera entre maig i juny i la segona entre finals de juliol i agost. Hiberna com a eruga en nius sedosos.

## Subespècie
- M. a. athalia
- M. a. norvegica Aurivillius 1888
- M. a. celadussa Frühstorfer 1910
- M. a. dictynnoides (Hormuzaki 1898)

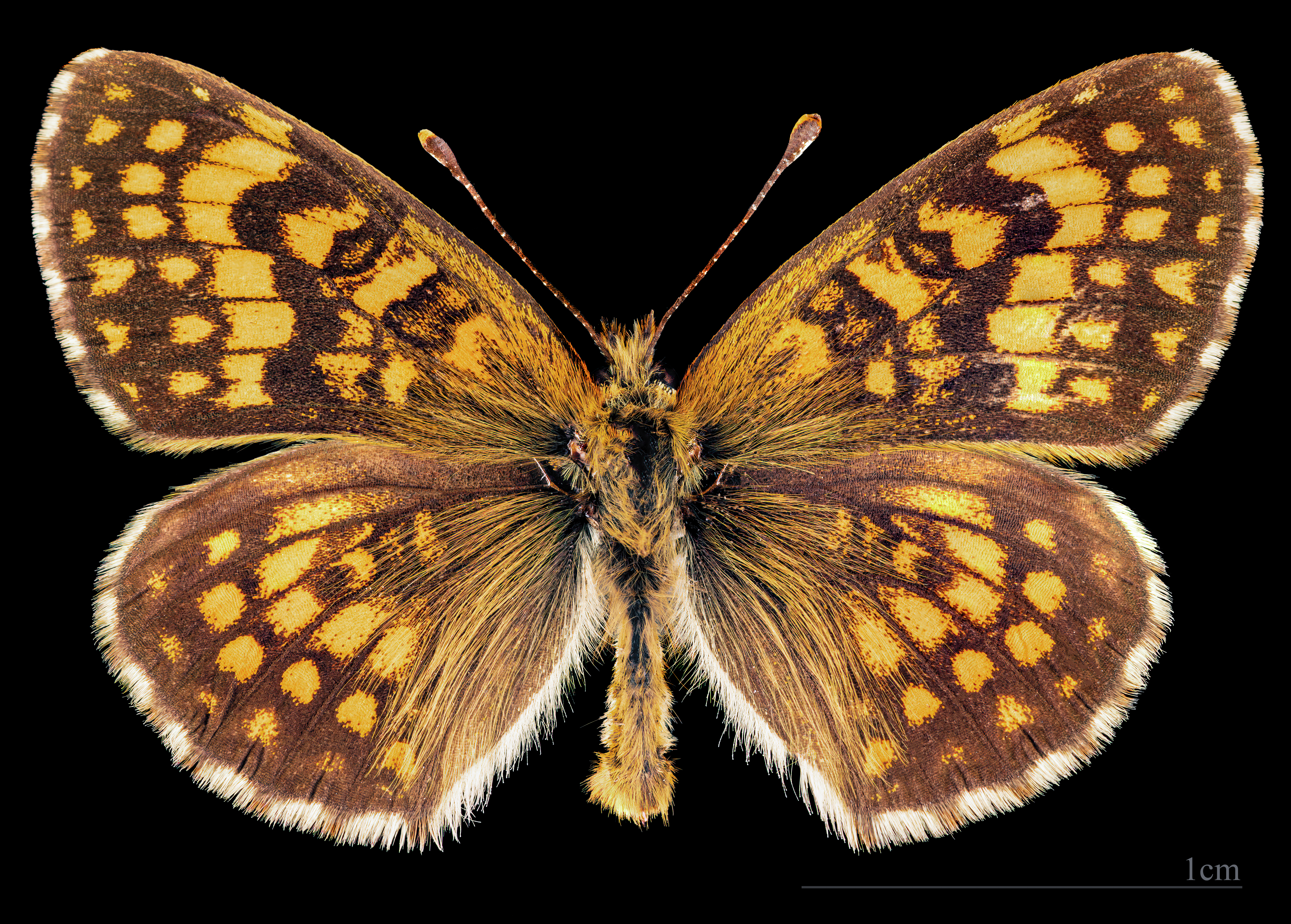
♂
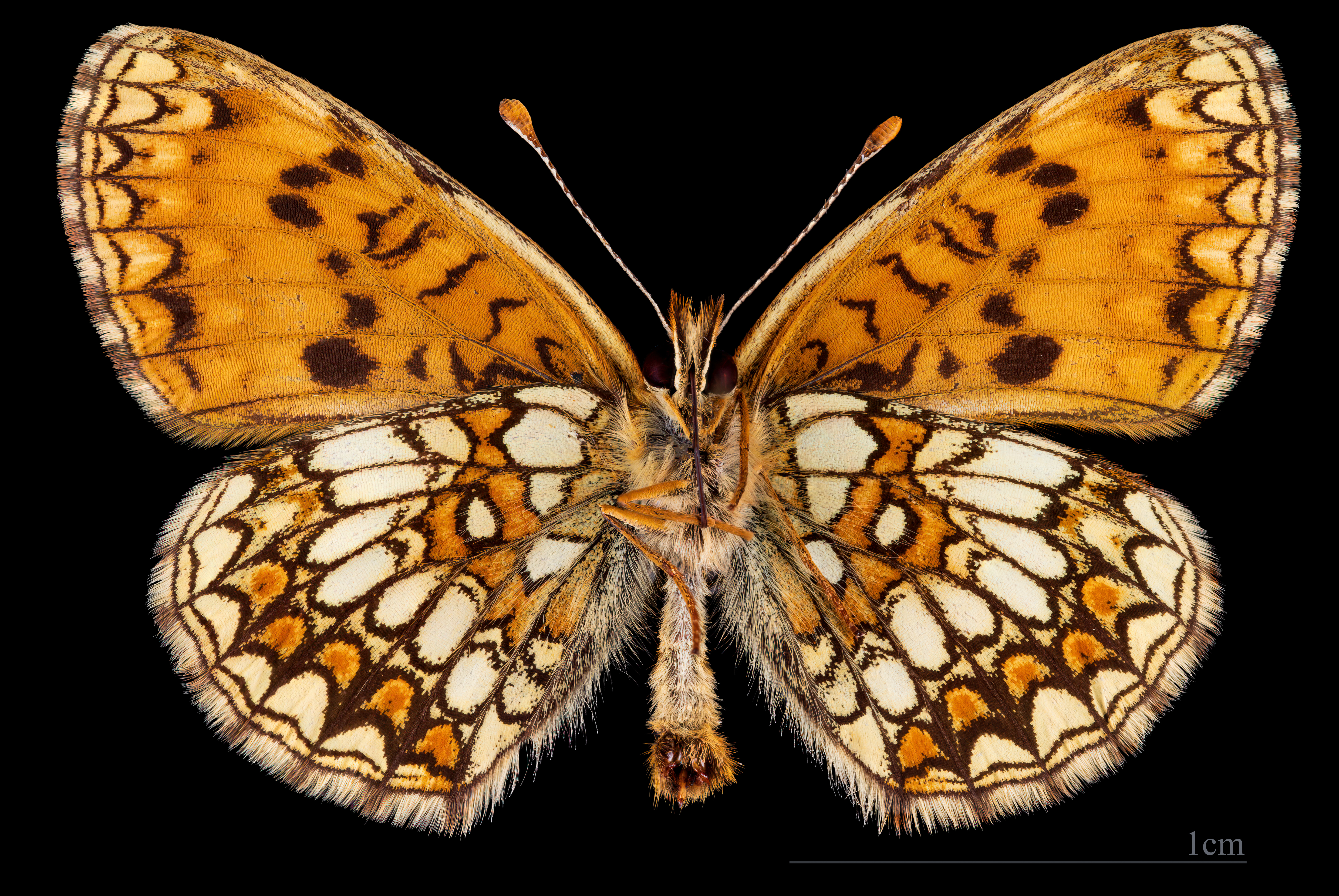
♂ △
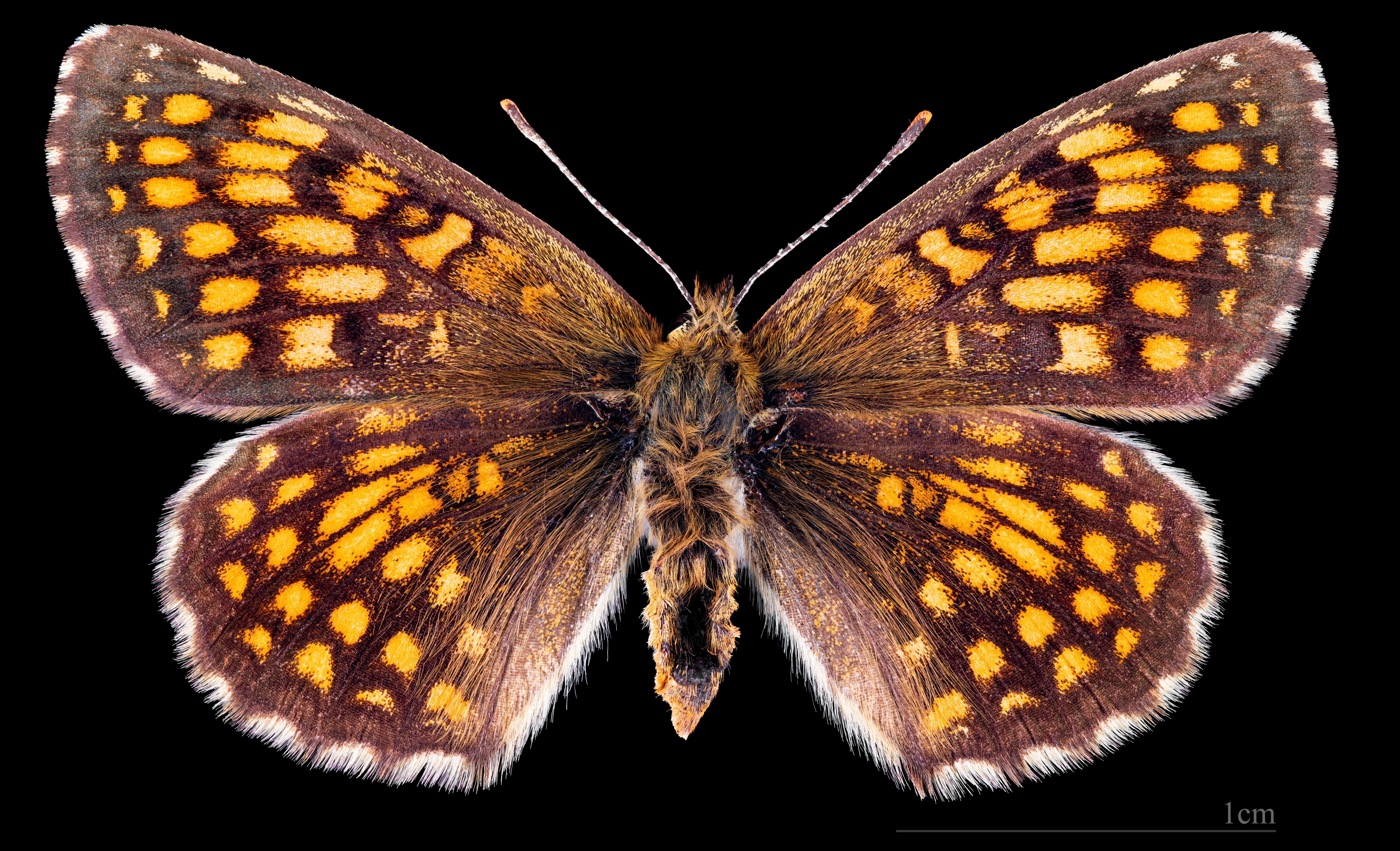
♀
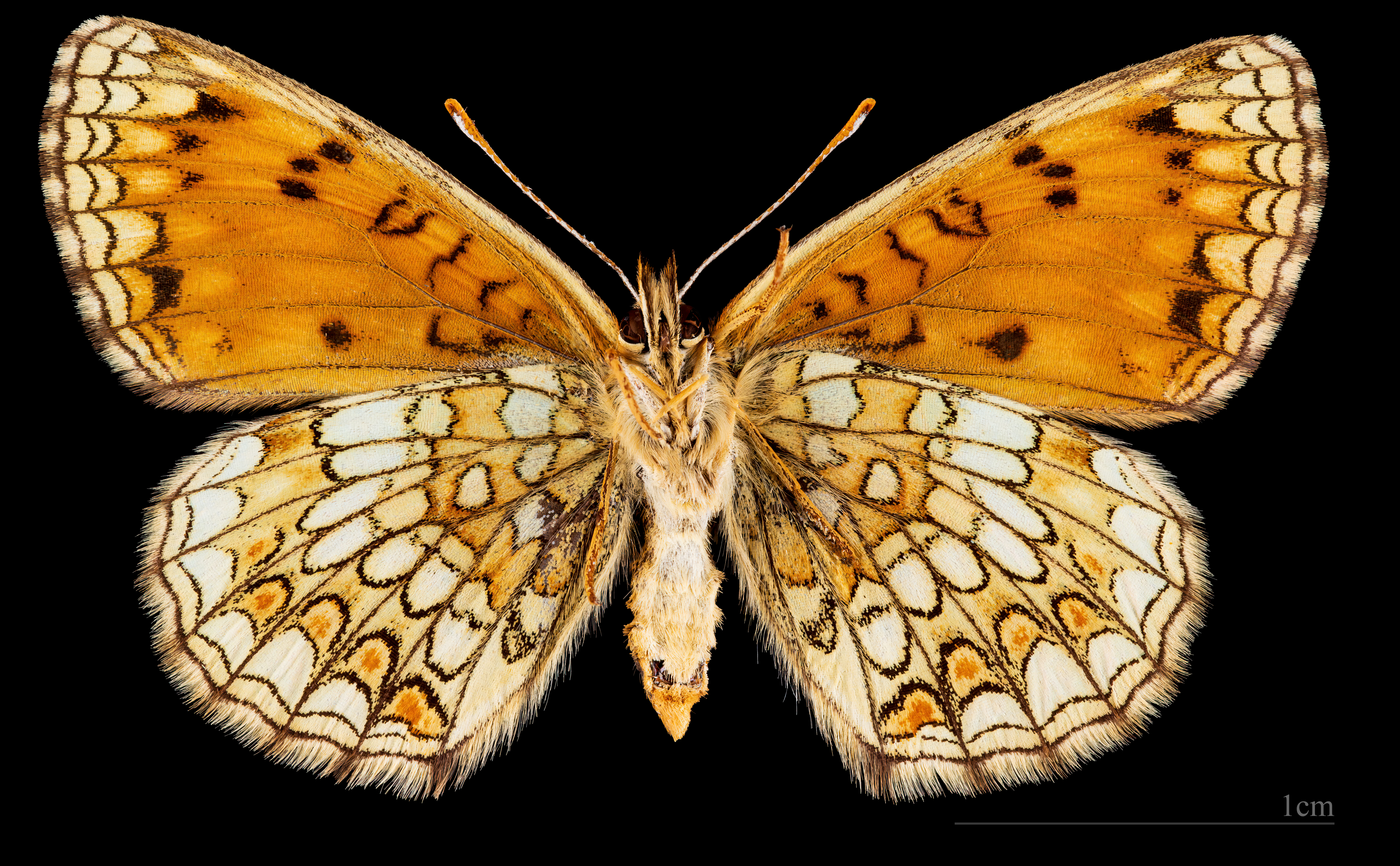
♀ △

- M. a. lucifuga (Fruhstorfer 1917)
- M. a. reticulata Higgins 1955
- M. a. baikalensis (Bremer 1961)
- M. a. hyperborea Dubatolov 1997

Melitaea athalia celadussa